# Жандарм на відпочинку
«Жандарм на відпочинку» (фр. Le Gendarme en Balade) — четвертий фільм із серії про пригоди дотепного жандарма із Сен-Тропе Крюшо у виконанні Луї де Фюнеса.

## Сюжет
Усьому приходить кінець. Начальство порахувало наших героїв занадто старими й відправило на заслужений відпочинок. Це трагічний момент у житті такого мужнього офіцера, як сержант Крюшо (де Фюнес). Замкнувшись у розкішному замку своєї дружини, він віддається зневірі, роблячи вигляд, що ловить рибу. Приїзд колишнього начальника Жербера виводить його зі сплячки. Вони збирають загін своїх підлеглих, надягають улюблену жандармську форму й вирушають назустріч новим подвигам…

## В ролях
| Луї де Фюнес   | ··· | старший сержант Людовік Крюшо |
| Мішель Галабрю | ··· | аджюдан Жером Жербер          |
| Клод Жансак    | ··· | Жозефа                        |
| Жан Лефевр     | ··· | Фугас                         |
| Крістіан Марін | ··· | Мерло                         |
| Гі Гроссо      | ··· | Трікар                        |
| Мішель Модо    | ··· | Берліко                       |
| Франс Рюмії    | ··· | настоятелька Клотільда        |
| Ніколь Вервіль | ··· | мадам Жербер                  |
| Ів Венсан      | ··· | полковник                     |
| Поль Пребуа    | ··· | конюх                         |
| Поль Мерсе     | ··· | кюре                          |
| Домінік Зарді  | ··· | браконьєр                     |